# Aichen

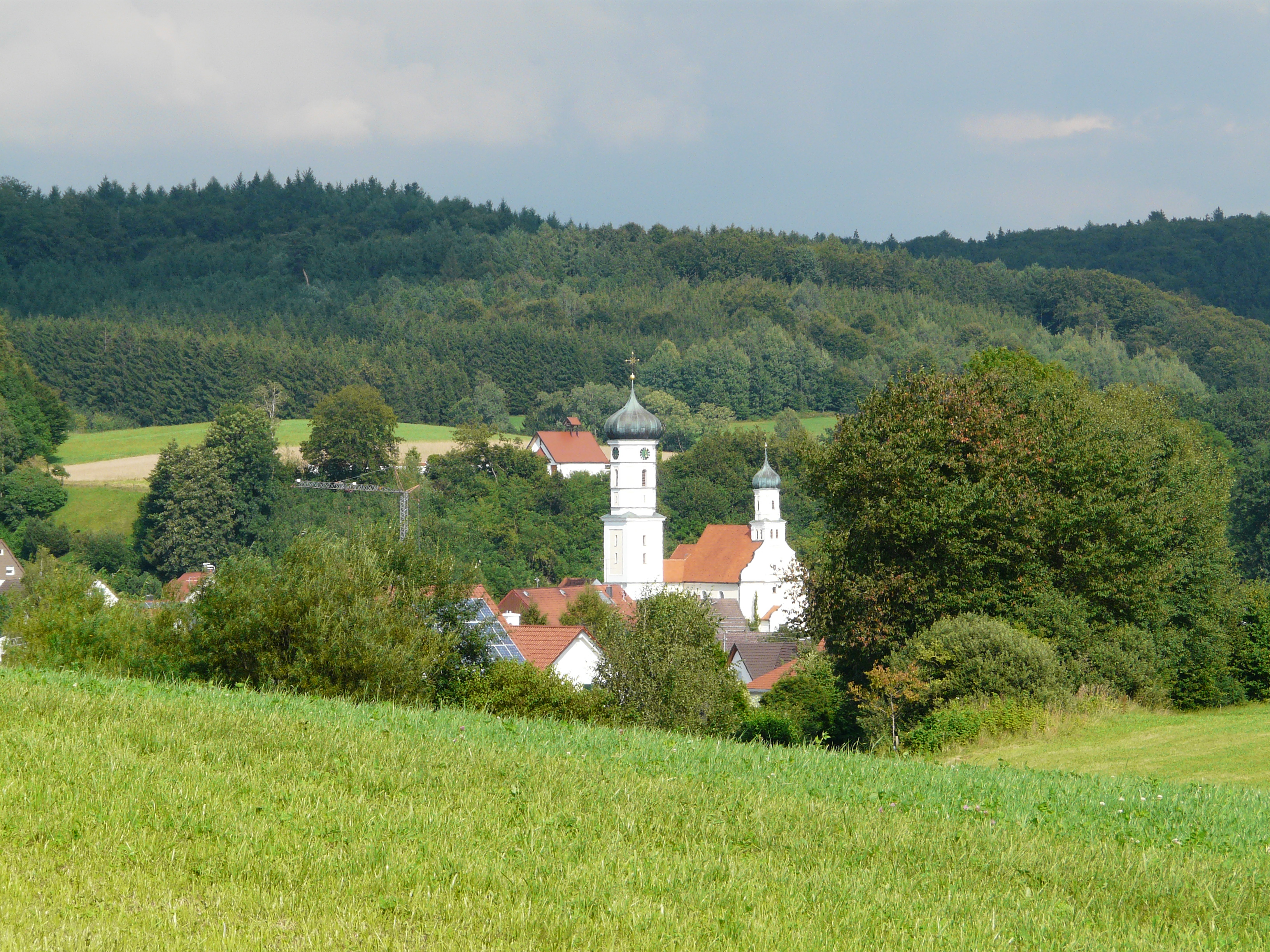
Obergessertshausen

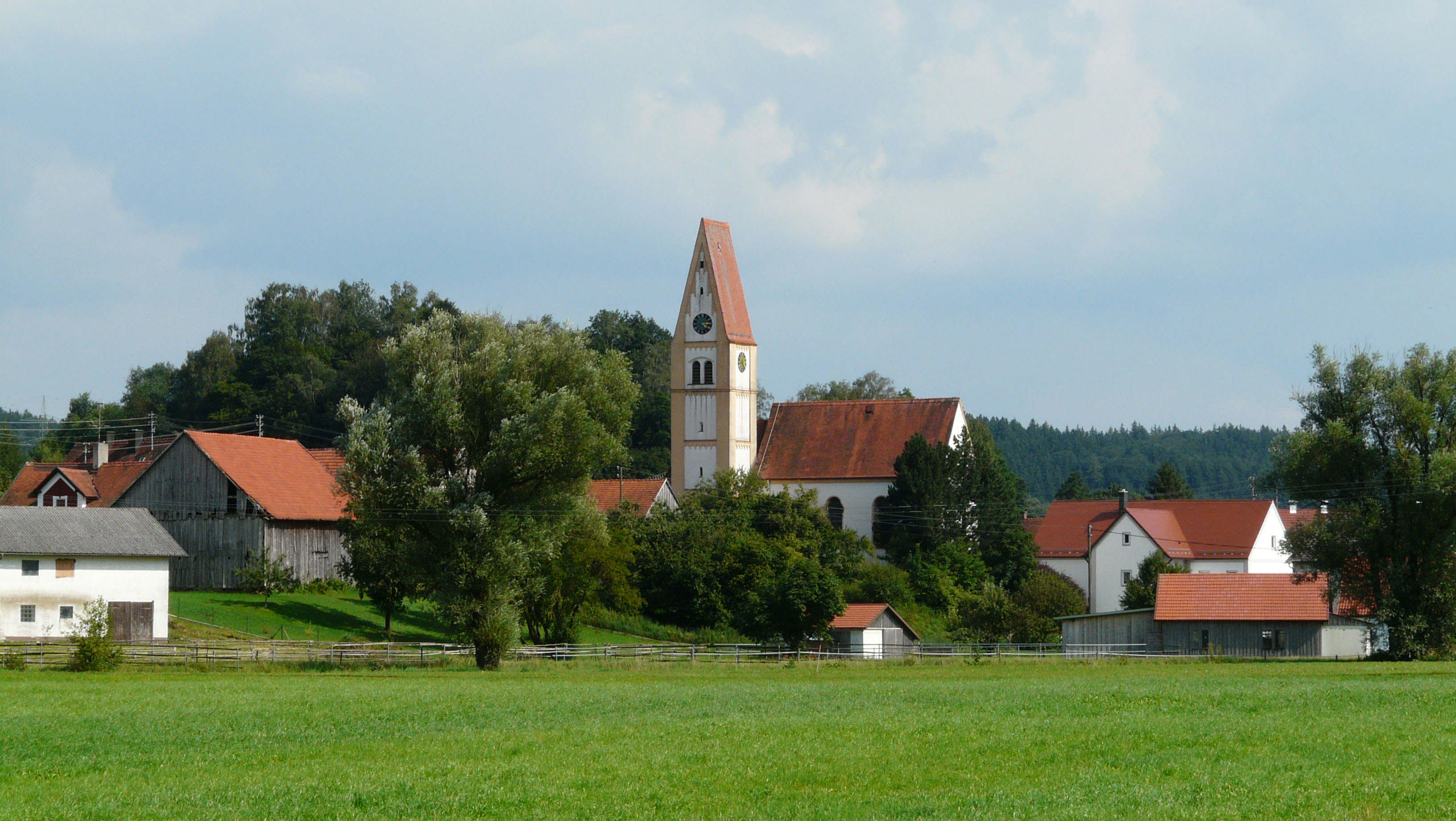
Memmenhausen

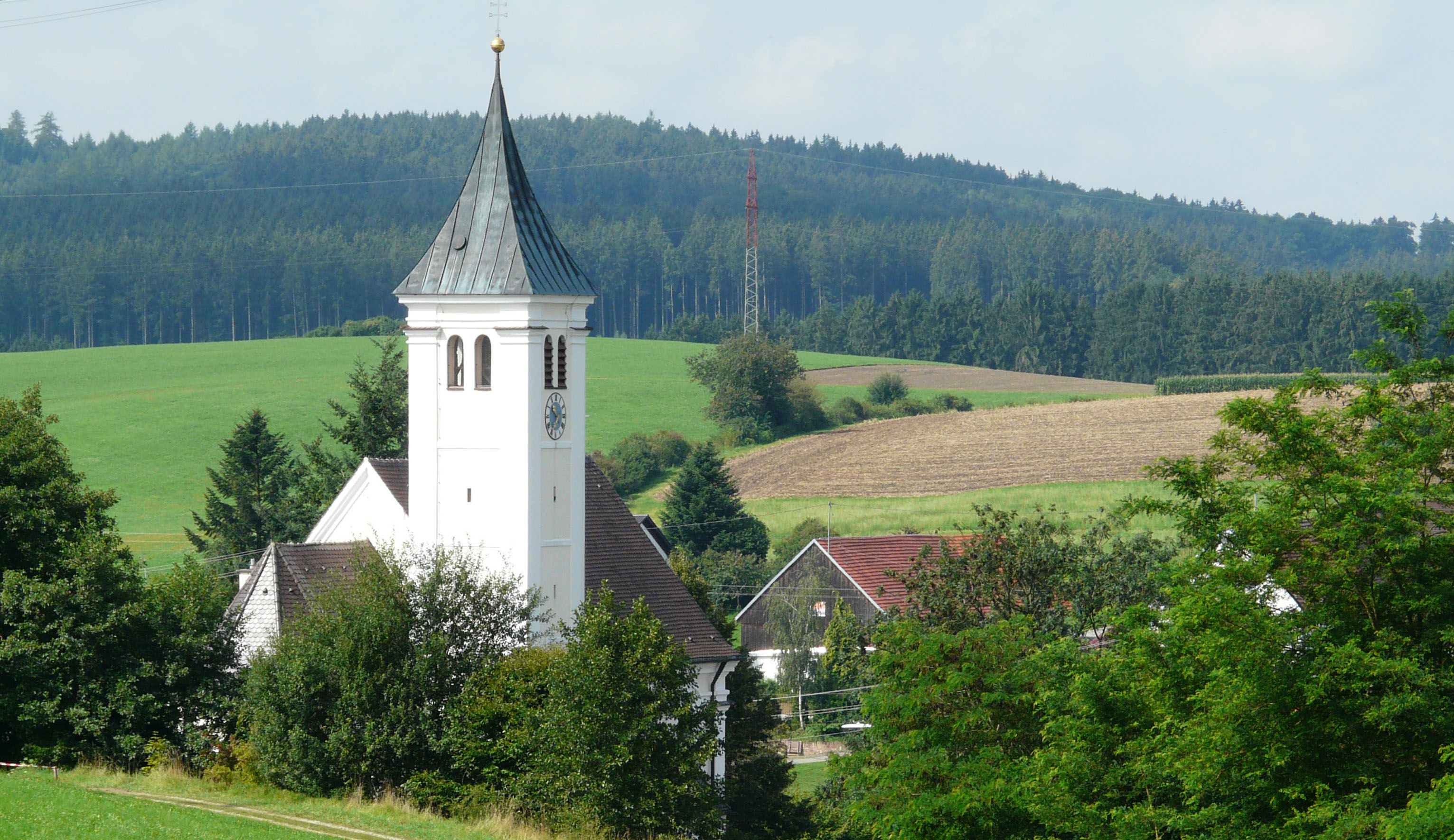
Aichen

Aichen ist eine Gemeinde im schwäbischen Landkreis Günzburg. Sie ist Mitglied der Verwaltungsgemeinschaft Ziemetshausen.

## Geografie
Die Gemeinde liegt in der Region Donau-Iller.
Die Gemeinde hat sechs Gemeindeteile (in Klammern ist der Siedlungstyp angegeben):
- Aichen (Pfarrdorf)
- Bernbach (Weiler)
- Memmenhausen (Pfarrdorf)
- Nachstetten (Weiler)
- Obergessertshausen (Pfarrdorf)
- Ruhfelden (Dorf)

## Geschichte

### Bis zur Gemeindegründung
Aichen gehörte seit 1660 zum Stift St. Moritz in der Freien Reichsstadt Augsburg. Seit den Friedensverträgen von Brünn und Preßburg 1805 gehört der Ort zum neu entstandenen Königreich Bayern. Im Zuge der Verwaltungsreformen im Königreich Bayern entstand mit dem Gemeindeedikt von 1818 die heutige Gemeinde.

### Gemeindename
Im Jahr 1865 wurde die Gemeinde Gessertshausen amtlich in Obergessertshausen umbenannt. Die am 1. Januar 1976 aus dem Zusammenschluss von Memmenhausen und Obergessertshausen neu entstandene Gemeinde erhielt den Namen Aichen.

### Eingemeindungen
Im Zuge der Gebietsreform in Bayern wurde am 1. Januar 1972 die Gemeinde Aichen nach Obergessertshausen eingegliedert. Am 1. Januar 1976 schlossen sich Memmenhausen und Obergessertshausen zur neuen Gemeinde Aichen zusammen.

### Einwohnerentwicklung
| Jahr      | 1961 | 1970 | 1987 | 1991 | 1995 | 2000 | 2005 | 2010 | 2015 |
| Einwohner | 1120 | 1126 | 1063 | 1128 | 1119 | 1160 | 1171 | 1164 | 1130 |

Zwischen 1988 und 2018 wuchs die Gemeinde von 1091 auf 1154 um 63 Einwohner bzw. um 5,8 %.

## Politik

### Gemeinderat und Bürgermeister
Der Gemeinderat hat zwölf Mitglieder. Seit der Kommunalwahl 2020 verteilen sich die Sitze auf folgende Listen:
| Partei / Liste                              | 2020          | 2020  |
| Partei / Liste                              | Stimmenanteil | Sitze |
| ------------------------------------------- | ------------- | ----- |
| CSU / Unabhängiger Wählerblock Memmenhausen | 33,2 %        | 4     |
| Freie Wählerschaft Obergessertshausen       | 38,9 %        | 5     |
| Freie Wählerschaft Aichen                   | 27,8 %        | 3     |
| Gesamt                                      | 100 %         | 12    |

Bürgermeister ist seit 1996 Alois Kling (CSU/UWB/FWS); dieser wurde am 15. März 2020 mit 85,2 % der Stimmen für weitere sechs Jahre im Amt bestätigt.

### Wappen
|  | Blasonierung: „Unter goldenem Schildhaupt, darin eine grüne Eichel mit drei grünen Eichenblättern, gespalten, vorne fünfmal schräglinks geteilt von Silber und Rot, belegt mit einem goldenen Pfahl, hinten in Rot ein silberner Seitensparren.“ |
|  | |

## Bau und Bodendenkmäler
- Katholische Pfarrkirche St. Ulrich
- Nischenfigur Heiliger Leonhard

## Wirtschaft und Infrastruktur

### Wirtschaft
Es gab 2018 im Bereich der Land- und Forstwirtschaft vier, im produzierenden Gewerbe sowie im Bereich Handel und Verkehr keine sozialversicherungspflichtig Beschäftigte am Arbeitsort. In sonstigen Wirtschaftsbereichen waren am Arbeitsort fünf Personen sozialversicherungspflichtig beschäftigt. Sozialversicherungspflichtig Beschäftigte am Wohnort gab es insgesamt 493. Im verarbeitenden Gewerbe gab es keine und im Bauhauptgewerbe vier  Betriebe. Im Jahr 2016 bestanden 28 landwirtschaftliche Betriebe mit einer landwirtschaftlich genutzten Fläche von  insgesamt  1 206 ha. Davon waren 544 ha Ackerfläche und 661 ha Dauergrünfläche.

### Bildung
Es gibt (2019) einen Kindergarten mit 50 Kindergartenplätzen, wo vier Fachpersonen 28 Kinder betreuen und fördern.

## Persönlichkeiten
- Leonhard Bobinger (1876–1962), katholischer Geistlicher, Pfarrer in Aichen
- Berta Schmid (* 1951), Abgeordnete des Bayerischen Landtags (CSU), geboren in Memmenhausen